# Iveta Radičová
Iveta Radičová (Bratislava, 7. prosinca 1956.) je slovačka sociologinja i političarka koja je obnašala funkciju premijerki od 8. srpnja 2010. do 4. travnja 2012. godine.

## Životopis
U lipnju 2010. bila je izabrana kao poslanik za Narodno vijeće Slovačke republike za stranku Slovačke demokratske unije - Demokratska stranka. U godinama od 2005. do 2006. bila je ministrica rada i socijalne politike u drugoj vladi Mikulaša Dzurinda. Na predsjedničkim izborima 2009. godine je bila u drugom krugu poražena od strane Ivana Gašparoviča.
Na parlamentarnim izborima 2010. godine je bila kandidatkinja druge najjače stranke u Slovačkoj SDHU-DS za mjesto predsjednika vlade. Na osnovu rezultata parlamentarnih izbora dana 8. srpnja je izabrana za premijera. 11. listopada 2011. slovački je Parlament glasao protiv njenog prijedloga da se slovačkim novcem financira fond EU za financijsku stabilizaciju eurozone čime joj je de facto izglasano nepovjerenje. Dana 4. travnja 2012. podnila je ostavku premijerki i naslijedio nju je Robert Fico.

## Privatni život
Radičova je rođena u slovačko-poljskoj obitelji u Bratislavi 7. prosinca 1956. Ima jednu kćerku i udovica je Stane Radića, poznatog slovačkog komičara i glumca koji je preminuo 2005. godine. Osim maternjeg slovačkog, Radičova govori engleski i ruski jezik i ima dobro znanje njemačkog i poljskog.

## Vanjske poveznice
- Oficiální stránka Ivety Radičové
- Související články s osobou Ivety Radičové Wiki Aktuálně.cz